# دانل برت
دانل برت (۲۰ ژوئیه ۱۹۶۷ – ۲۶ اوت ۲۰۲۴) یک افسر نیروی دریایی ایالات متحده بود که به عنوان دریابد در نیروی دریایی ایالات متحده خدمت کرد. او یکی از کمتر از ۲۰۰ زنی بود که در تاریخ به درجه دریابد در نیروی دریایی ایالات متحده دست یافت.

## اوایل زندگی، تحصیلات و زندگی شخصی
برت در بوفالو، نیویورک، در ۲۰ ژوئیه ۱۹۶۷ متولد شد. او سه برادر داشت.
برت در دانشگاه بوستون تحصیل کرد و در سال ۱۹۸۹ با مدرک کارشناسی هنر در رشته تاریخ فارغ‌التحصیل شد. او دارای مدرک کارشناسی ارشد مدیریت، مطالعات امنیت ملی/راهبردی و توسعه منابع انسانی بود. برت همچنین مدرک کارشناسی ارشد علوم در مدیریت اطلاعات را دریافت کرد. او ازدواج کرده و یک دختر داشت.
در ۱۰ ژوئن ۲۰۲۰، برت به هیئت مدیره شرکت صنایع کی‌وی‌اچ انتخاب شد. او در هیئت مدیره پروگرسیو اینشورنس، شولدرآپ، بانک امانت پروتگو و بانک وام مسکن فدرال نیویورک خدمت کرد. برت همچنین در چندین فیلم و سریال تلویزیونی به عنوان بازیگر فرعی حضور داشت.
در سال ۲۰۲۳، برت به سرطان مغز مبتلا شد. او به حامی درمان‌های تجربی و مراقبت‌های پزشکی تبدیل شد و تمرکز حضور آنلاین خود را بر مربی‌گری و فلسفه زندگی معطوف کرد. برت در ۲۶ اوت ۲۰۲۴ در سن ۵۷ سالگی بر اثر گلیوبلاستوما درگذشت.

## خدمت نظامی
برت در ۲۸ اوت ۱۹۸۹ در مراسمی بر عرشه یواس‌اس کانستیتوشن، به عنوان افسر ناوبان از طریق سپاه آموزش افسران ذخیره نیروی دریایی به خدمت گرفته شد.
او در فرماندهی مرکزی نیروهای دریایی ایالات متحده/ناوگان پنجم ایالات متحده، فرماندهی ناوگان دوم، گروه ضربت ناو هواپیمابر دو، و به عنوان معاون مدیر دانش در نیروی چندملیتی - عراق خدمت کرد. همچنین، او در گروه ضربت ناو هواپیمابر ۱۲ مأموریت‌هایی داشت که شامل استقرارهایی در حمایت از عملیات آزادی پایدار متمرکز بر افغانستان و عملیات واکنش یکپارچه در هائیتی بود. او در ستاد فرماندهی مشترک دائمی فرماندهی اقیانوس آرام ایالات متحده خدمت کرد. همچنین به عنوان معاون مدیر عملیات جاری در فرماندهی سایبری ایالات متحده مشغول به کار بود. پس از ارتقا به درجه دریابد (نیمه پایین) در ۱۰ ژوئیه ۲۰۱۵، برت به عنوان مدیر عملیات جاری در فرماندهی سایبری ایالات متحده خدمت کرد.
تکالیف ساحلی برت شامل مأموریت‌هایی در ایستگاه‌های رایانه‌ای و مخابراتی نیروی دریایی در سیسیل فیلد، پورتوریکو و جکسون‌ویل، فلوریدا بود. او همچنین به عنوان پژوهشگر ارشد نیروی دریایی در انجمن ارتباطات و الکترونیک نیروهای مسلح، و به عنوان فرمانده مرکز پشتیبانی سیستم‌های فرماندهی متحد آتلانتیک در فرماندهی پرسنل نیروی دریایی نورفک خدمت کرد. نیروی دریایی ایالات متحده او را به عنوان فرمانده ایستگاه اصلی منطقه‌ای رایانه و مخابرات نیروی دریایی آتلانتیک منصوب کرد و بعداً به عنوان رئیس ستاد فرماندهی نیروهای اطلاعاتی نیروی دریایی فعالیت داشت.
در سال ۲۰۱۷، برت به عنوان مدیر بخش امنیت سایبری نیروی دریایی ایالات متحده و معاون مدیر ارشد اطلاعات در ستاد رئیس عملیات دریایی منصوب شد. او در اکتبر ۲۰۱۹ از نیروی دریایی ایالات متحده بازنشسته شد.

## افتخارات
- مدال عالی خدمات دفاعی[۷]
- جوایز کوپرنیکوس – ۱۹۹۸، ۲۰۰۰، ۲۰۰۵[۴][۷]
- جایزه نویسندگی فرماندهی، کنترل، رایانه و ارتباطات مؤسسه نیروی دریایی[۷]
- جایزه مدیر ارشد اطلاعات وزارت دفاع – رتبه اول در بخش فردی – ۲۰۰۶[۷]
- برنده فدرال ۱۰۰ – ۲۰۱۰[۷]
- جایزه زنان در رهبری انجمن ارتباطات و الکترونیک نیروهای مسلح – ۲۰۱۴[۷]
- جایزه رهبری زنان در فناوری – ۲۰۱۷[۷]

## نویسندگی
در ژوئن ۲۰۲۱، برت کتابی با عنوان تکان دادن قایق: پذیرش تغییر، تشویق نوآوری و تبدیل شدن به یک رهبر موفق منتشر کرد. این کتاب در چندین دسته‌بندی در فهرست پرفروش‌ترین‌های آمازون قرار گرفت. برت همچنین ۳۵ مقاله تألیف و منتشر کرده است.